# Rubus pallidus
Rubus pallidus — вид квіткових рослин з родини трояндових (Rosaceae). Ареал: Англія, Уельс, Західна Ірландія, Данія, Нідерланди, Бельгія, Люксембург, Німеччина (Бранденбург, Баден-Вюртемберг, Баварія, Гессен, Гамбург, Мекленбург-Передня Померанія, Нижня Саксонія, Північна Рейн-Вестфалія, Рейнланд-Пфальц, Шлезвіг-Гольштейн, Саар, Саксонія, Саксонія-Ангальт, Тюрингія), Південно-Західна Польща.